# SNCF BB 63400 sorozat
Az SNCF BB 63400 sorozat egy francia Bo'Bo' tengelyelrendezésű dízelmozdony-sorozat. 1959 és 1960 között gyártotta a BL-SACM. Összesen 23 db készült a sorozatból.